# Olof Forsgren (ingenjör)

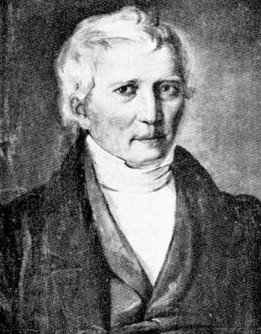
Olof Forsgren 1834.

Olof Forsgren, född 30 januari 1774 i Älvkarleby församling, Uppsala län, död 26 oktober 1862 i Silvbergs församling, Kopparbergs län (på Grängshammars bruk), var en svensk ingenjör och bland annat delägare av  Grängshammars bruk.

## Liv och verk

### Väg- och vattenbyggare

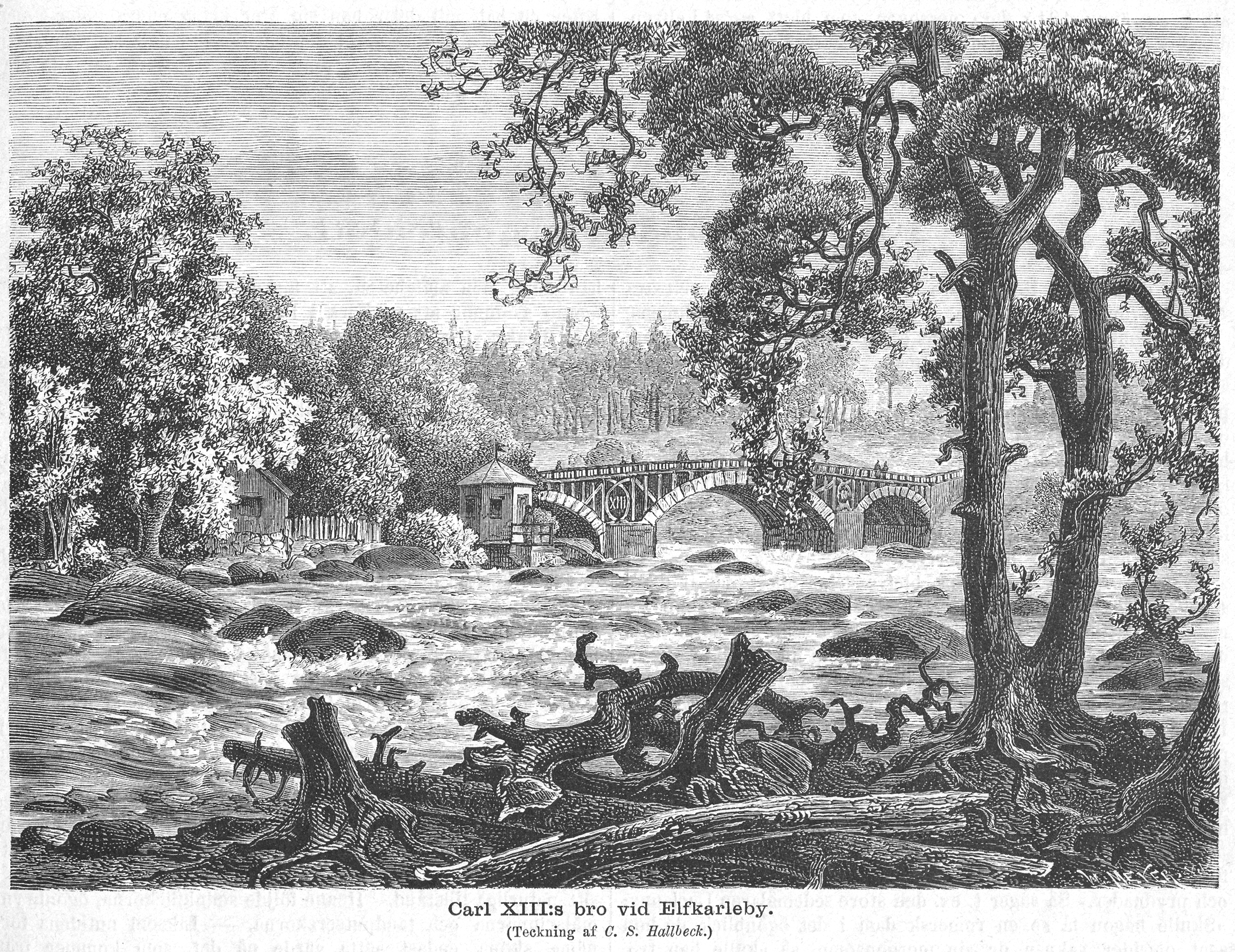
Carl XIII:s bro i Älvkarleby 1876.

Olof Forsgrens far var en mindre byggmästare född vid Öns bruk. Hans begåvning upptäcktes tidigt. Utöver de vanliga studierna i bruksskolan vid Ön i Älvkarleby socken för brukets barn fick ha studera matematik och mekanik för samma informator som undervisade bruksägarens barn. Hans huvudsysselsättning mellan sitt tolfte och 15:e år var att rita och tillverka modeller av mekaniska byggnader samt även läras sig snickra och svarva. Bland annat  gjorde han en modell av stångjärnshammaren vid bruket, som sedan köptes av brukspatron Thomas Tottie. Han konstruerade även olika finmekaniska instrument och övade sig i lantmäteri och geometri. 
Vid 16 års ålder blev han av bruksägaren och landshövdingen Johan Magnus af Nordin anställd som bokhållare på Forsbacka bruk. Utöver sitt arbete som bokhållare fick ha efterhand ansvaret för uppförandet av  många bruksbyggnader. Han upprättade ritningar, bland annat till den stora reparationen och ombyggnaden av Forsbacka herrgård. Parallellt  med detta utförde allt mer avancerade uppdrag åt flera andra bruk, uppdrag som idag skulle ha klassats som passande för en erfaren civilingenjör, detta trots att Forsgren inte ens studerat vid något gymnasium.  Han fick ett 6-årigt stipendium på 200 riksdaler per år från Jernkontoret, något som han använde för att skaffa facklitteratur och kunna studera tekniska anläggningar vid andra bruk. 1804 slutade han sin anställning på  Forsbacka bruk. Efter en kortvarig anställning bokhållare vid Klosters bruk började Forsgren arbeta i en mer självständig ställning åt landshövdingen Johan af Nordin och andra bruksägare. Bland annat fick han uppdraget att anlägga ett helt nytt järnbruk vid Nora å, på gränsen mellan Tuna och Gagnef. Något som visade sig bli komplicerat av andra orsaker än tekniska problem.
Forsgren visade sig vara en framstående ledare, väg- och vattenbyggare.  Bland hans konstruktioner märks dammanläggningar,  broar (exempelvis Älvkarlebybron och gamla Stocksundsbron), stångjärnshammare, sågverk  och blåsmaskiner till masugnar. På grund av detta utnämndes han år 1816 till löjtnant mekanikus,  1824 utnämndes han till kapten mekanikus.

### Bruksägare
1814 fick Forsgren tipset av sin svärfar som bodde på Hovgården, 6  km från Grägshammar, att ägaren till Grängshammars bruk, Carl Silverstråle ville sälja bruket. Bruket hade stora skulder. Silverstråle begärde 120 000 riksdaler banco varav halva beloppet kunde finansieras genom att köparen övertog ansvaret för befintliga skulder. Forsgren hade själv inte så mycket pengar så han kontaktade ett antal förmögna personer för att de skulle gå in som delägare och finansiärer av köpet. Flera tackade nej på grund av att priset ansågs för högt i förhållande till den lilla produktionen av stångjärn. Efter två års förhandlingar fanns två intressenter som var villiga att köpa 8/9-delar av  bruket. Forsgren fick den resterande 1/9-delen utan att betala någon kontantinsats som motsvarade hans andel. Parterna accepterade att Forsgren  övertog betalningsansvaret för en del av brukets skulder och skrev under ett avtal som innebar att han skulle bosätta sig i Grängshammar samt arbeta som disponent för bruket.
Med Forsgren började brukets storhetstid. Han lät bygga ett nytt kolhus, en brukslänga, magasin, en trösklada och 1834 tillkom även Silvbergs kyrka. Kolhuset och andra bruksbyggnader gestaltades i den efter Forsgren uppkallade Forsgrenska stilen, en arkitekturstil som användes under 1800-talets mitt i samband med byggnader uppförda av slaggsten. 
För att underlätta transporterna av tackjärn byggdes en kanal (Grängshammars kanal) med två slussar och en ny väg mellan Grängshammar och Bondhyttan för vidaretransport till Smedjebacken. År 1855, Forsgrens sista år vid bruket, producerades 714 ton stångjärn, allt med enbart hantverksmässiga metoder. Samma år, vid 81 års ålder, deltog han i anläggandet av Smedjebackens valsverk.